# Chimik Makiejewka
Chimik Makiejewka (ukr. «Хімік» Макіївка) – ukraiński klub piłkarski z siedzibą w mieście Makiejewka, na wschodzie kraju, działający w latach 1938-1989.

## Historia
Chronologia nazw:
- 1938: Koksochimicznyj Zawod Makiejewka (ukr. «Коксохімічний завод» Макіївка, ros. «Коксохимический завод» Макеевка)
- 1959: Chimik Makiejewka (ukr. «Хімік» Макіївка, ros. «Химик» Макеевка)
- 1989: klub rozwiązano

Drużyna piłkarska Koksochimicznyj Zawod została założona w Makiejewce w 1938 roku i reprezentowała miejscowy Zakład chemiczny koksu, który obsługiwał pobliski Zakład Metalurgiczny imienia Kirowa. W 1938 zespół debiutował w rozgrywkach Pucharu ZSRR.
Po wybuchu Wielkiej Wojny Ojczyźnianej w 1941 roku, wyposażenie zakładu i załogę ewakuowano na Syberię. Po zakończeniu II wojny światowej pod nazwą Chimik występował w rozgrywkach Mistrzostw i Pucharu obwodu donieckiego, dopóki nie został rozwiązany.

## Sukcesy
- Puchar ZSRR:
  - 1/64 finału (1x): 1936
- Mistrzostwa obwodu donieckiego:
  - wicemistrz (1x): 1960

## Inne
- Chołodna Bałka Makiejewka
- Kiroweć Makiejewka
- Makijiwwuhilla Makiejewka
- Szachtar Makiejewka